# Xã Freeport, Quận Stephenson, Illinois
Xã Freeport (tiếng Anh: Freeport Township) là một xã thuộc quận Stephenson, tiểu bang Illinois, Hoa Kỳ. Năm 2010, dân số của xã này là 25.638 người.